# Region Donau-Wald
Region Donau-Wald (niem. Planungsregion Donau-Wald) – region planowania w Niemczech, w kraju związkowym Bawaria, w rejencji Dolna Bawaria. Siedzibą regionu jest miasto na prawach powiatu Straubing.
Region leży we wschodniej części Bawarii. Na wschodzie graniczy z Czechami, na południu z Austrią, na zachodzie z regionem planowania Landshut, a na północy z regionem planowania Ratyzbona.

## Podział administracyjny
W skład regionu Donau-Wald wchodzą:
- dwa miasta na prawach powiatu: (kreisfreie Stadt)
- pięć powiatów ziemskich (Landkreis)

Miasta na prawach powiatu:
| Lp. | Nazwa miasta    | Ludność (31.12.2010) | Powierzchnia km² |
| --- | --------------- | -------------------- | ---------------- |
| 1   | Pasawa (Passau) | 50.594               | 69,60            |
| 2   | Straubing       | 44.450               | 67,60            |

Powiaty ziemskie:
| Lp. | Nazwa powiatu    | Ludność (31.12.2010) | Powierzchnia km² | Liczba gmin |
| --- | ---------------- | -------------------- | ---------------- | ----------- |
| 1   | Deggendorf       | 117005               | 861,13           | 26          |
| 2   | Freyung-Grafenau | 79293                | 984,21           | 25          |
| 3   | Pasawa (Passau)  | 187347               | 1.530,04         | 38          |
| 4   | Regen            | 78953                | 975,06           | 24          |
| 5   | Straubing-Bogen  | 97591                | 1.202,24         | 37          |